# My Labors
My Labors — перший сольний альбом американського блюзового музиканта Ніка Гравенітеса, випущений 1969 року лейблом Columbia .
1969 року Майкл Блумфілд та Нік Гравенітес організували запис шоу, що тривало три ночі у сан-франциській концертній залі Bill Graham's Fillmore West. Реліз запису цих сесій Live at Bill Graham's Fillmore West відбувся на студії Columbia у жовтні 1969 року. Низка композицій, записаних наживо у Fillmore West, увійшла до випущеного того ж року дебютного альбому Гравенітеса My Labors. Інші треки цього альбому були записані в студії за участю гурту Quicksilver Messenger Service.
Гравенітес є автором та вокалістом усіх пісень. Блискучі гітарні соло Майкла Блумфілда особливо прикрашають треки «Killing My Love» (версію «You're Killing My Love» незадовго виконав Отіс Раш в альбомі Mourning in the Morning) та «Moon Tune».
2001 року альбом був перевиданий у Великій Британії на CD лейблом Acadia з трьома бонус-треками «It Takes Time», «Blues On A Westside», «It's About Time» — всі з альбому Live at Bill Graham's Fillmore West (Columbia, 1969). 2008 року альбом був перевиданий у Японії на CD лейблом Sony Records Int'l з двома додатковими треками «Work Me Lord» та «Born In Chicago».

## Список композицій
| Трек                | Назва                                  | Автори                   | Тривалість |
| ------------------- | -------------------------------------- | ------------------------ | ---------- |
| A1                  | «Killing My Love»                      | Нік Гравенітес           | 5:09       |
| A2                  | «Gypsy Good Time»                      | Нік Гравенітес           | 4:35       |
| A3                  | «Holy Moly»                            | Нік Гравенітес           | 3:52       |
| A4                  | «Moon Tune»                            | Нік Гравенітес           | 9:04       |
| B1                  | «My Labors»                            | Нік Гравенітес           | 2:58       |
| B2                  | «Throw Your Dog A Bone»                | Нік Гравенітес           | 2:30       |
| B3                  | «As Good As You've Been To This World» | Нік Гравенітес           | 2:37       |
| B4                  | «Wintry Country Side»                  | Нік Гравенітес           | 13:17      |
| Бонусні треки на CD |                                        |                          |            |
|                     | «It Takes Time»                        | Нік Гравенітес, Отіс Раш | 4:15       |
|                     | «Blues On A Westside»                  | Нік Гравенітес           | 6:40       |
|                     | «Its About Time»                       | Нік Гравенітес           | 6:55       |

## Виконавці
- Нік Гравенітес — вокал, гітара

Треки A1… A4, B4:
- Майкл Блумфілд — гітара
- Марк Нафталін — піаніно
- Джон Кан — бас-гітара
- Айра Камін — орган
- Джеральд Ошита — баритон-саксофон
- Корнеліус «Снукі» Флауерс — баритон-саксофон
- Ноел Джевкс — тенор-саксофон
- Джон Вілмет — труба
- Боб Джонс — барабани
- Рейнол «Діно» Андіно — конґа

Треки B1… B3:
- Quicksilver Messenger Service, гурт (гітара — Джон Чиполліна, гітара — Гері Дункан, бас-гітара — Девід Фрейберг, ударні — Грег Елмор)

- Продюсер — Елліот Мазер